# Miguel Moscardó
Miguel Moscardó Guzmán (1910-1972) fue un militar y político español. Ostentó el título nobiliario  de conde del Alcázar de Toledo.

## Biografía
Nacido el 2 de diciembre de 1910 en Madrid, fue hijo de José Moscardó. Alférez en la Academia de Toledo, fue promovido al empleo de teniente de infantería en 1933. Adherido al golpe de Estado de julio de 1936, combatió en las filas del bando sublevado, participando en la liberación del Alcázar de Toledo, entrando posteriormente en combate en Oviedo, en Zaragoza y en Teruel, donde cayó herido.
Resultó elegido concejal del Ayuntamiento de Madrid por el tercio familiar en las elecciones municipales de 1948. Sucedió a su padre como titular del condado del Alcázar de Toledo. Gobernador civil en la provincias de Guadalajara y Alicante, desempeñó también el cargo de procurador en las Cortes franquistas entre 1958 y 1961, 1964 y 1967, y 1971 y 1972, llegó a ser vicepresidente segundo de la institución.
Fue miembro del Consejo de administración de DYRSA, S.A., constituida en 1968 como editora de El Alcázar, y del comité de dirección de la revista Reconquista.
Promovido a general en 1970, falleció el 1 de febrero de 1972 en Madrid, en el Hospital del Generalísimo.